# Gustav Wang
Gustav Wang (Rødovre, 13 de marzo de 2003) es un deportista danés que compite en ciclismo en la modalidad de ruta. Ganó una medalla de bronce en el Campeonato Europeo de Ciclismo en Ruta de 2023, en la prueba de contrarreloj sub-23.

## Medallero internacional
| Campeonato Europeo | Campeonato Europeo     | Campeonato Europeo | Campeonato Europeo  |
| Año                | Lugar                  | Medalla            | Competición         |
| ------------------ | ---------------------- | ------------------ | ------------------- |
| 2023               | Drenthe (Países Bajos) | Medalla de bronce  | Contrarreloj sub-23 |

## Palmarés
2023
- 3.º en el Campeonato Europeo Contrarreloj sub-23
- Tour de Estambul, más 1 etapa